# Kikki i Nashville
Kikki i Nashville var en TV-sänd countryshow som sändes 1986 från Nashville i delstaten Tennessee i USA, med Kikki Danielsson. Den sändes i SVT den 30 januari 1987.

### Fotnoter
1. ↑  ”Svensk mediedatabas”. http://smdb.kb.se/catalog/search?q=%22Kikki+i+Nashville%22&sort=OLDEST. Läst 16 april 2011.